# 根津辰治
根津 辰治（ねづ たつじ 1916年 - 1944年9月30日）は、日本の元アマチュア野球選手。静岡県袋井市出身。ポジションは外野手（左翼手、中堅手、右翼手全てをこなせるユーティリティープレイヤーだった）。

## 来歴・人物
袋井市出身、旧袋井東小学校（現袋井南小学校）時代は野球経験は無く陸上の短距離選手として注目されていた。
島田商業（現・静岡県立島田商業高等学校）在学中は、甲子園に3回出場（内訳は春2回〔1933年、1935年〕。夏1回〔1934年〕）。この内、1935年春はベスト8まで進出。ポジションは、1933年春は左翼手、1934年夏は右翼手、1935年春は中堅手で出場した。また、残っているバッティングの写真から判断して、左打ちだったことが分かっている。当時のチームメイトには、大友一明（のち大東京など）、小学校の後輩でもある高橋敏（のち阪急）がいた。
島田商業卒業後、1936年に慶應義塾大学に進学。六大学野球でも活躍し、1939年秋季リーグでは、慶大の13季ぶりの優勝に貢献した。翌1940年秋季リーグでは、打率.400で首位打者になった。慶大在学中には、母校・島田商のコーチも務め、部員を猛練習によって鍛え上げた。その甲斐があって島田商は、1940年夏の甲子園で準優勝を果たした（決勝では、真田重蔵擁する海草中〈現・和歌山県立向陽中学校・高等学校〉に1-2で惜敗）。コーチ時代の教え子に一言多十（のちセネタースなど）、久保吾一（のち国鉄）、鈴木清一（のちセネタースなど）、北川桂太郎（のちセネタースなど）など、プロ野球選手になった人物が何人もいる。一言の証言によると「島田商の練習は、全国の中等学校の中でも一、二を争う物であった」という。
慶大を卒業後応召され、1944年9月30日にパラオ沖海上にて戦死した。享年28。
東京ドーム内の野球殿堂博物館にある戦没野球人モニュメントに、彼の名が刻まれている。